# Elmas (Sardinien)

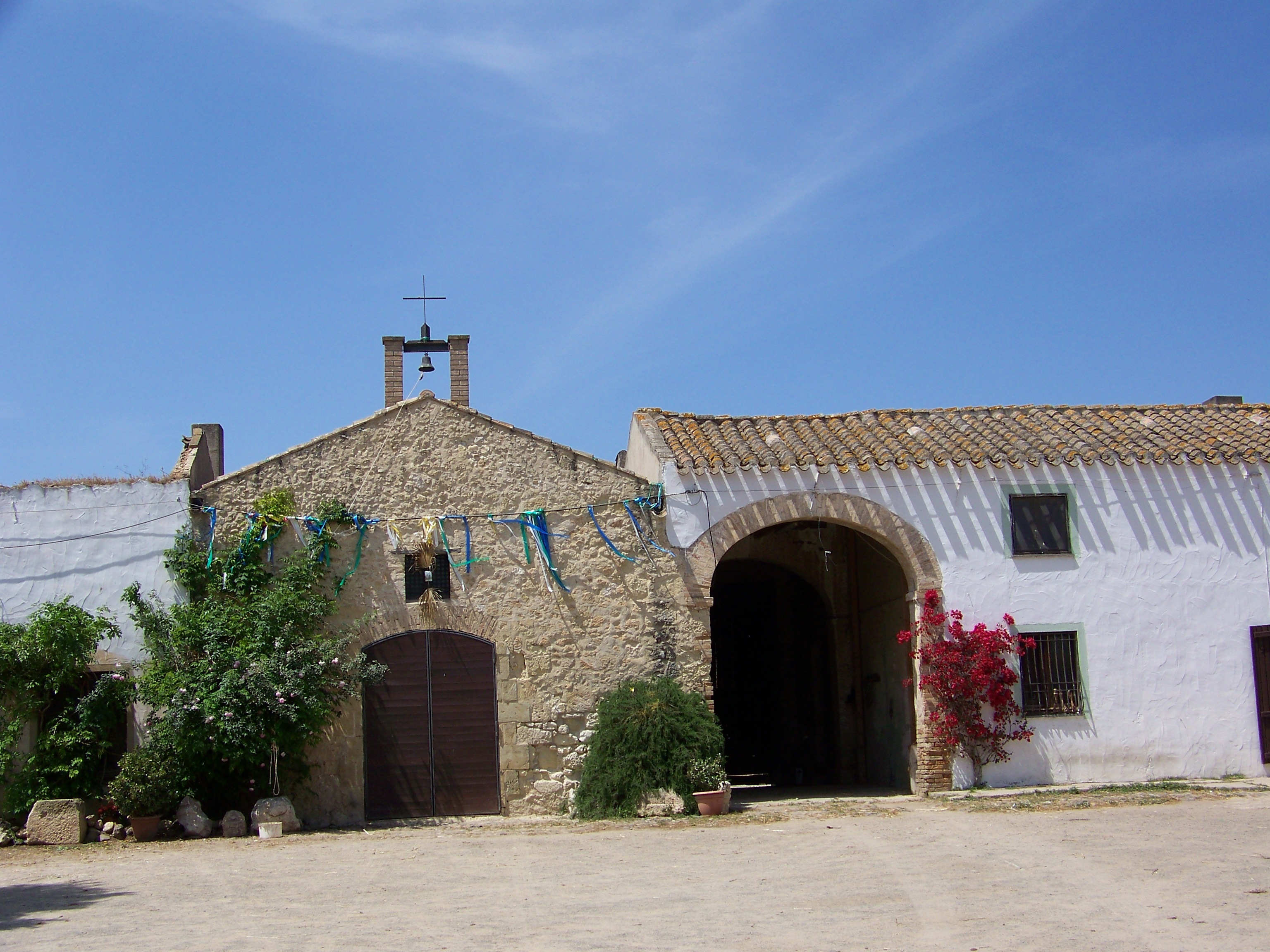
Kirche Santa Caterina d’Alessandria (2008)

Elmas (sardisch: Su Masu) ist eine italienische Gemeinde in der Metropolitanstadt Cagliari auf Sardinien. Die Gemeinde hat 9521 Einwohner (Stand: 31. Dezember 2023) und liegt etwa 8 km nordwestlich der Stadt Cagliari an der Bahnstrecke Cagliari–Golfo Aranci Marittima.
Etwas südöstlich des Ortes befindet sich der Flughafen Cagliari (ital. Aeroporto di Cagliari-Elmas).

## Einzelnachweise

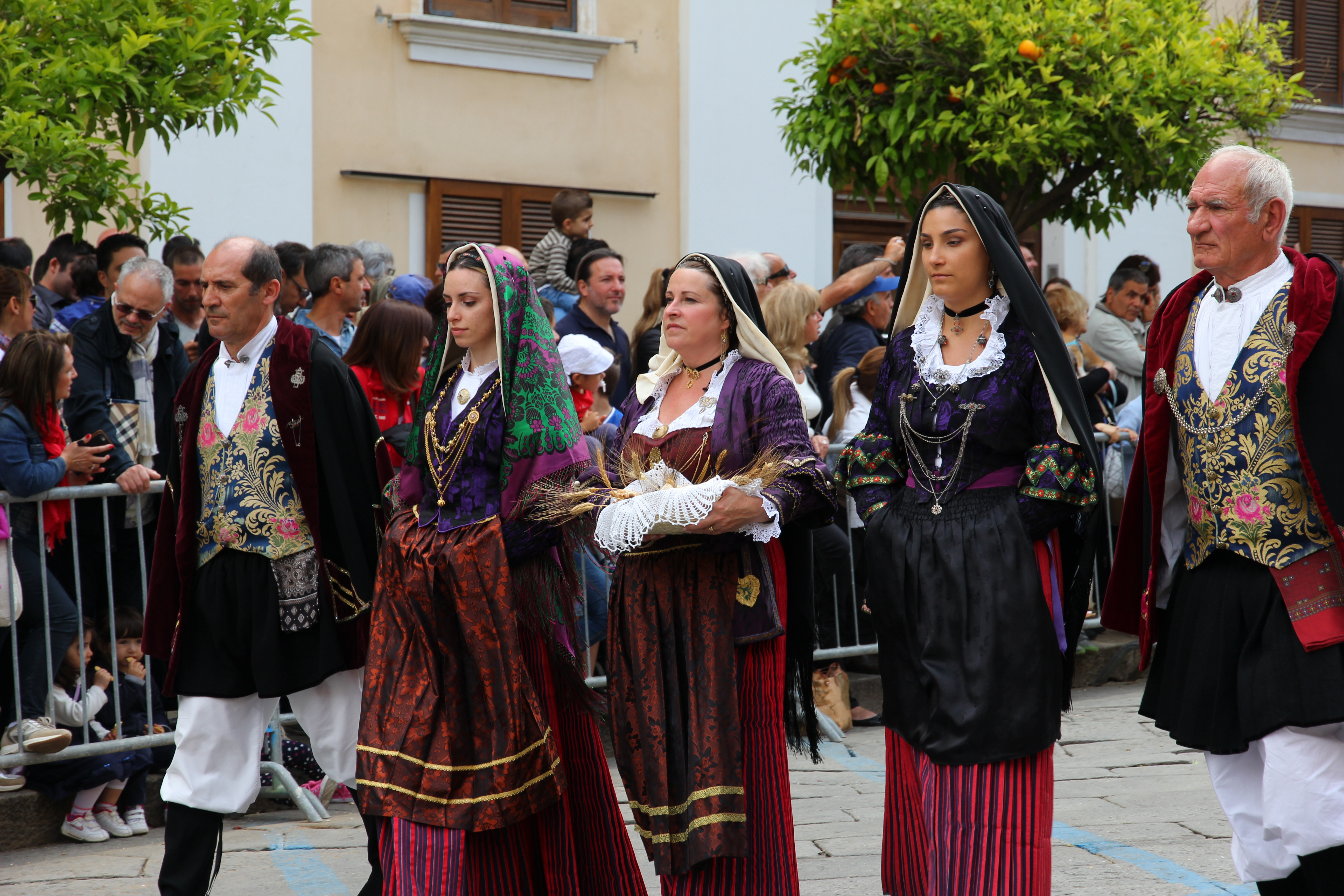
Traditionelle Tracht